# تئو لوفور
تئو لوفور (انگلیسی: Théo Lefèvre؛ ۱۷ ژانویهٔ ۱۹۱۴ – ۱۸ سپتامبر ۱۹۷۳) یک سیاست‌مدار اهل بلژیک بود.